# Mordellistena pumila
Mordellistena pumila es una especie de coleóptero de la familia Mordellidae.

## Distribución geográfica
Habita en casi todo el paleártico.